# Menhir von Glenlussa Lodge

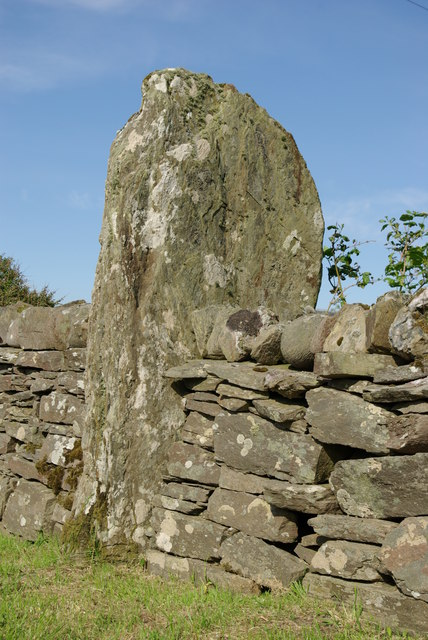
Menhir von Glenlussa Lodge

Der Menhir von Glenlussa Lodge steht in Peninver, nördlich von Campbeltown, auf der Ostseite der schottischen Halbinsel Kintyre in Argyll and Bute.
Der Menhir (englisch Standing stone) ist in die Mauer eingearbeitet, die die Ostseite der Straße begrenzt. Er ist 2,3 m hoch und misst an der Basis 1,2 × 0,4 m, wobei die längere Achse Nordwest-Südost orientiert ist. Die Oberseite des Steins hat ein von Nordwest nach Südost abfallendes abgerundetes Profil.
In der Nähe steht der unter Schutz stehende Skeroblin Stone.